# 199630 Szitkay
199630 Szitkay è un asteroide della fascia principale. Scoperto nel 2001, presenta un'orbita caratterizzata da un semiasse maggiore pari a 2,787032 UA e da un'eccentricità di 0,062074, inclinata di 6,569801° rispetto all'eclittica.
Fa parte della famiglia di asteroidi Witt.
L'asteroide è dedicato a Gábor Szitkay, astronomo amatoriale ungherese. 